# Gram panchayat
Les gram panchayats sont des gouvernements locaux, normalement conçus pour fonctionner au niveau des villages en Inde. Cependant, à la suite d'un nombre croissant de non-reconnaissances de villes par leur État, certains gram panchayats peuvent comporter jusqu'à plusieurs centaines de milliers d'habitants. Il y aurait 265 000 gram panchayats en Inde.
Le gram panchayat est la base du système des panchayats. Il peut être établi dans les villages dont la population excède 500 habitants. Il y a un gram panchayat commun à plusieurs villages si la population de ceux-ci isolément est inférieure à 500 habitants. On parle alors de group-gram panchayat.
Les gram panchayats ne doivent pas être confondus avec les khap panchayats que l'on trouve dans certaines régions de l'Inde, particulièrement dans le nord (Pendjab, Haryana notamment). Ces assemblées de caste n'ont pas de pouvoir légal mais sont néanmoins à l'origine de « jugements » à l'encontre de couples mariés en dehors des règles de la caste et de crimes d'honneur qui en découlent.

## Élection
Les membres du gram panchayat sont élus directement par les habitants adultes du village, pour un mandat de cinq ans. Un candidat contestant cette élection doit être âgé de 21 ans minimum. Le nombre des membres élus est de sept au minimum et de dix-sept au maximum. Certains de ces sièges sont réservés aux Dalits et aux aborigènes ainsi qu'aux femmes. Une personne n'est éligible que si elle ne possède pas plus de deux enfants.

## Le sarpanch
Le sarpanch est à la tête du gram panchayat et est secondé par un vice-sarpanch. Ils sont tous les deux élus parmi les membres du gram panchayat pour un mandat de cinq ans. Dans certaines régions, il est élu directement par les habitants du village. Le sarpanch préside les réunions du gram panchayat et supervise son travail. Il met en œuvre les programmes de développement du village. Il doit être mesure de prendre des décisions seul.

## Gram sabha
L'ensemble des hommes et des femmes du village âgés de 18 ans forment une assemblée populaire appelée gram sabha qui est convoquée deux fois par an. Ces réunions ont pour objectif d'assurer le développement des populations à travers leur participation et leur coopération mutuelle. Le budget annuel et les plans de développement du village sont présentés devant le gram sabha pour examen et approbation. Le sarpanch et ses collaborateurs sont appelés à répondre aux questions posées par le peuple. Les différents problèmes et difficultés de la population sont également discutés dans le gram sabha.